# Lutz Lesle
Lutz Lesle (* 17. Januar 1934 in Cuxhaven) ist ein deutscher Musikwissenschaftler, Hochschullehrer, Bibliothekar, Autor und Publizist.

## Familie
Lutz Lesle heiratete im Jahr 1967 die Bildhauerin und Malerin Dietlind Petzold (* 1941). Die kinderlose Ehe wurde 1979 geschieden.

## Ausbildung
Lesle studierte von 1955 bis 1959 an der Hochschule für Musik in Hamburg Schulmusik mit dem Hauptfach Flöte und von 1960 bis 1963 an der Universität Hamburg Germanistik und Musikwissenschaft. An der Fachhochschule Hamburg erwarb er 1967 das Diplom für den Dienst an öffentlichen Bibliotheken. 1983 promovierte er mit seiner Dissertation Der Musikkritiker – Gutachter oder Animateur? Aspekte einer publikumspädagogischen Handlungstheorie der Musikpublizistik zum Doktor der Philosophie (Dr. phil.).

## Wirken
Lesle war von 1968 bis 1983 Leiter der Musikbibliothek der Hamburger Öffentlichen Bücherhallen und von 1973 bis 1998 Dozent an der Fachhochschule Hamburg im Fachbereich Bibliothek und Information. Von 1984 bis 2005 nahm er eine Dozentur an der Musikhochschule Lübeck für Musikgeschichte und Formenkunde wahr. 1992 verlieh ihm das Ministerium für Bildung, Wissenschaft, Jugend und Kultur des Landes Schleswig-Holstein den Titel „Professor“.
Seit 1964 war und ist er als freier Mitarbeiter für mehrere Medien tätig, darunter die Tages- bzw. Wochenzeitungen
- Die Welt,[5][6][7][8]
- Die Zeit,[9][10][11]
- das Deutsche Allgemeine Sonntagsblatt,[12][13]
- die Neue Zürcher Zeitung[14][15]
- und die Stuttgarter Zeitung.[16][17][18]

Darüber hinaus verfasste und verfasst er Artikel für Zeitschriften wie
- Das Orchester,[19][20][21][22]
- Neue Zeitschrift für Musik,[23][24][25][26]
- MusikTexte,[27][28]
- Musik und Kirche,[29][30][31]

für Sammelbände und das Lose-Blatt-Lexikon Komponisten der Gegenwart (KDG).
Als Hörfunk-Autor verfasste er Musikberichte für den Deutschlandfunk, den Norddeutschen Rundfunk und den Süddeutschen bzw. Südwestrundfunk. Für die Sendespalte „Atelier neuer Musik“ des Deutschlandfunks produzierte er eine Vielzahl von Komponistenporträts, beispielsweise zu Kalevi Aho, Friedhelm Döhl, Martin Georgiev (* 1983), Pelle Gudmundsen-Holmgreen, Mikko Heiniö (* 1948), Anders Hillborg, Romualds Kalsons (1936–2024), Vassil Kazandjiev (* 1934), Ulrich Leyendecker, Onutė Narbutaitė, Sunleif Rasmussen, Poul Ruders, Sven-David Sandström, Bent Sørensen, Atli Heimir Sveinsson und Helena Tulve.

## Veröffentlichungen (Auswahl)
- Notfall Musikkritik. Breitkopf und Härtel, Wiesbaden 1981, ISBN 3-7651-0177-X.
- Der Musikkritiker – Gutachter oder Animateur? Aspekte einer publikumspädagogischen Handlungstheorie der Musikpublizistik (= Beiträge zur systematischen Musikwissenschaft, Band 7), Verlag der Musikalienhandlung K. D. Wagner, Hamburg 1984, ISBN 3-921029-91-0. (Dissertation 1983)
- als Hrsg.: Zwischen Notenhälsen und Tonköpfen. 75 Jahre Musikbibliothek Hamburg. Traugott Bautz, Herzberg 1990, ISBN 3-88309-030-1.
- Sommerliche Musiktage Hitzacker 1946–1995. Rückblick nach vorn. Verlag Holm (Edition Herms) 1995, ISBN 3980403831.
- Neue Hörwelten in Skandinavien, Polen und den baltischen Ländern (= Colloquia Baltica, Band 21), Martin Meidenbauer, München 2010, ISBN 978-3-89975-214-4.

## Mitgliedschaften
- Freie Akademie der Künste in Hamburg e. V.
- Johannes-Brahms-Gesellschaft Hamburg Internationale Vereinigung e. V.
- Gustav Mahler Vereinigung e. V., Hamburg[2]